# John T. Knox
John Theryll Knox (* 30. September 1924 in Reno, Nevada; † 4. April 2017 in Richmond, Kalifornien) war ein US-amerikanischer Politiker und Anwalt. Er war von 1960 bis 1980 Abgeordneter in der California State Assembly und Speaker Pro Tempore. Knox war Mitglied der Demokratischen Partei.
Knox wurde 1924 in Reno geboren und zog mit seinen Eltern 1929 nach Kalifornien. Er diente während des Zweiten Weltkriegs in den United States Army Air Forces. Er erwarb seinen Bachelor-Abschluss am Occidental College und erhielt seinen Abschluss als Anwalt am Hastings College of the Law. Knox wurde 1953 in die Rechtsanwaltskammer Kaliforniens aufgenommen und arbeitete als Anwalt in Richmond, wo er im April 2017 nach langer Krankheit starb.

## Ehrungen
Ein sechseinhalb Meilen langer Abschnitt der Interstate 580, der von der Richmond–San Rafael Bridge bis Richmond führt, trägt offiziell die Bezeichnung John T. Knox Freeway. Der Knox-Nisbet Act von 1963 hatte den Bau dieser Strecke ermöglicht.